# Hogyan lopta el Lily a karácsonyt (Így jártam anyátokkal)
A Hogyan lopta el Lily a karácsonyt az Így jártam anyátokkal című televízió-sorozat második évadának tizenegyedik epizódja. Eredetileg 2006. december 11-én vetítették, míg Magyarországon két évvel később, 2008. november 17-én.
Ebben az epizódban Lily és Ted között komoly feszültség alakul ki, amikor egy régi üzenetrögzítő-hangfelvétel alapján Ted csúnyát mondott Lilyre.

## Cselekmény
Karácsonyhoz közeledvén a lakás is dekorálás alatt áll. Marshall a könyvtárba megy, mert meg kell írnia egy beadandót, de mielőtt elmenne, eltakarja a szemét, hogy meglepetésként érje a díszítés, amikor hazatér. Lily és Ted találnak néhány régi üzenetet az üzenetrögzítőn. Meghallgatják, és az egyiken Ted vigasztalja az épp szakítás utáni Marshallt. Az üzenetben Ted "grincsnek" nevezi Lilyt, de ahogy Jövőbeli Ted mondja, ez csak eufemizmus, helyette igazából egy sokkal, sokkal csúnyább szót használt.
Lily rettentő dühös lesz, amint ezt meghallja, nem értve, hogy mondhatott ilyet rá. Ted azzal védekezik, hogy Marshall akkor nagyon a padlón volt, és megpróbálta kirángatni abból az apátiából, amiben volt, úgy cselekedve, ahogy a legjobb barátjának kell. Ezt a bárban is elmesélte Robinnak és Barneynak. Robin szerint az pozitív, hogy Ted legalább bocsánatot kért, de Ted kijavítja: nem kért bocsánatot. Mégpedig azért nem, mert a vita közben meg is mondta Lilynek, hogy azon a nyáron tényleg úgy viselkedett, mint egy grincs. Lily visszavág, hogy ezt még meg fogja bánni.
A beszélgetés közben kiderül, hogy Barney csúnyán megfázott, amit ő letagad, de nem tud felszedni egy nőt, mert rátüsszent. Mindhárman felindulnak a lakásba, Tednek a kezében egy korsó sör van, mert még a fősulin ez volt a jelképe annak, hogy békét kötnek egymással. Csakhogy mire felérnek a lakásba, észreveszik, hogy az összes karácsonyi díszítés eltűnt – Lily ellopta a karácsonyt.
Miközben Robin arról győzködi Barneyt, hogy beteg és pihenjen inkább le, Ted felhívja Lilyt, aki elmondja, hogy a díszítést a saját lakásába vitte. Mivel rávágja a telefont, nem tehet mást, mint hogy egyenesen odainduljon. Útközben beszél Marshall-lal, aki már alig várja, hogy lássa a karácsonyi dekorációt (semmiről sem tudva), sőt még a saját anyjával is, akinek Lily bepanaszolta a trágár nyelvezete miatt. Közben Robin befekteti a beteg Barneyt Ted ágyába, aki az öltönye nélkül erőtlennek érzi magát, de elfogadja a levest, amivel Robin kínálja.
Ted megérkezik Lily lakására, ahol bocsánatot kér, de Lily szerint ezt nem gondolja komolyan és csak megjátssza. Hiszen még Marshall is elfogadta a bocsánatát, akkor Ted miért nem bocsát meg neki? Ted azt mondja, azért, mert Lily sosem kért tőle bocsánatot, és ő is dühös volt, mert azt hitte, barátok. A vita hevében Ted megint grincsnek nevezi Lilyt, és megmondja neki, hogy nyugodtan visszamehet a lakásukba, mert ő nem lesz ott, ugyanis az unokahúgáékkal ünnepli a karácsonyt.
Lily feldíszíti a lakást úgy, ahogy annak lennie kell A dobozzal a hóna alatt megérkező Marshall mit sem sejt a nap történéseiről. Izgatottan meséli, hogy segédkezett, hogy a karácsonyi ajándékok idejében eljussanak a címzettekhez. A csomagban Lily ajándéka van: egy sütő, amit Lily régóta szeretett volna. Marshall elmondja, hogy az ötlet Tedtől származik, mert még fősulin, amikor ketten voltak, és "szendvicset ettek" (Jövőbeli Ted ismét eufemizál, ugyanis marihuánás cigarettát szívtak), Lily elmondta neki, hogy ezt szeretne gyerekkora óta. Lilyt megérinti, hogy Ted így emlékezett, ezért elhatározza, hogy visszahozza őt. Ted éppen Staten Island-en van az ultrakeresztény Stacy unokahúgánál. Lily és a többiek kezükben egy korsó sörrel kérnek bocsánatot, és végül mind hazamennek.
Az epizód végén Marshall boldog karácsonyt kíván magának, majd kinyalja a süteménykrémes tálat.

## Kontinuitás
- Jövőbeli Ted először cenzúráz, illetve eufemizál a gyerekei előtt, ahogy meséli a történetet.
- Barney azt mondja, akárcsak a "Hol is tartottunk?" című részben, csak ott a szomorúsággal, hogy amikor beteg lesz, olyankor dobja a betegséget, és csak király lesz.
- Korábbi epizódokban is látható volt, hogy a szakításuk idején Ted Marshall oldalára állt.
- Ted középső neve, Evelyn, először hallható.
- A "Villásreggeli" című részben Ted anyja már megemlítette Stacyt, akinek hat gyereke van, és megint terhes.

## Jövőbeli visszautalások
- Jövőbeli Ted a későbbi epizódokban is gyakran eufemizál, például újra megemlíti a "szendvicsevést", a "skótdudán játszást", illetve az "újságolvasást", mint a fűszívás, a szex, és a WC-használat hasonlatait.
- Barney megkérdezi Tedet, hogy ezzel a mocskos szájjal ad-e puszit az anyukájának, majd azt mondja, hogy ő még nem csókolta meg az anyját – még. Amint az "Egy kis Minnesota" című részből kiderül, ez nem egészen így történt.
- Marshall a "Fényszimfónia" részben is tanújelét adja annak, mennyire szereti a karácsonyi díszeket.

## Érdekességek
- Amikor a többiek elmennek Tedért, és karácsonyi dalt énekelnek, majd Ted és Lily kibékülnek, az a jelenet az "Igazából szerelem" című film egyik jelenete után készült.
- Stacy egyik gyerekét Zachary Gordon játssza, aki "A Stinson család" című részben Barney felbérelt gyerekét is játssza.

## Vendégszereplők
- Moon Zappa – Stacy
- Cristine Rose – Virginia Mosby
- Michael Gross – Alfred Mosby
- Harry Groener – Clint
- Carlease Burke – WPD dolgozó
- Marcus Folmar – WPD sofőr
- Hannah Payne – önkéntes
- Zachary Gordon – Stacy fia

## Zene
- Csajkovszkij "Diótörő"-jének több tétele
- Clarence Carter – Back Door Santa
- Csendes éj

## Fordítás
- Ez a szócikk részben vagy egészben  a   How Lily Stole Christmas című angol Wikipédia-szócikk ezen változatának fordításán alapul.  Az eredeti cikk szerkesztőit annak laptörténete sorolja fel. Ez a jelzés csupán a megfogalmazás eredetét és a szerzői jogokat jelzi, nem szolgál a cikkben szereplő információk forrásmegjelöléseként.